# 四門學
四门学，中国古代中央官学。
十六国时期，后赵石勒曾置宣文、宣教、崇儒、崇训十余小学于国都襄国（今河北邢台）四门，为四门学的前身。北魏太和十九年（495年）魏孝文帝于洛阳四门立四门小学，属太常。次年置四门博士40人、助教20人。与国子学、太学同为中央官学。后与太学同在一处。北齐改四门小学为四门学，隶属于国子寺，设置四门学博士二十人，助教二十人，学生三百人，教授学生五经文字。
隋朝初年，自京师达于四方，皆立学校，四门学犹存。四门学设博士、助教各五人，有学生三百六十人。专习儒家经典，归国子寺领导，隋文帝开皇十三年（593年）废止。隋炀帝时改国子寺为国子监。
唐朝在重振儒术和兼重佛道思想的指导下，竭力提倡兴学。武德元年（618年）国子监沿置四门学，亦称四门馆，位次太学之后，为唐代“六学”之一。设博士、助教各三人，後改为博士六人，正七品上；助教六人，从八品上；直讲四人。掌教七品以上、侯伯子男之子为学生，兼收庶人子弟中的俊秀者。武德初年，定学生名额一百六十人，后增为一千三百人，其中五百人为文武官子弟，八百人为庶人子弟。学习课业与国子学、太学同。毕业后可升入太学，考试合格者送尚书省，受吏部（后改礼部）考试任官。
北宋初不置。庆历三年（1043年），以国子监仅收七品以上官员子弟为生员，故依唐制创办四门学，招收八品以下官员和平民子弟入学，学习期限为一年。次年，太学立，四门学即废。